# Марльбург (линейный корабль)
«Марльбург» (также встречаются варианты «Мальбург» и «Марлбург») — парусный линейный корабль Балтийского флота Российской империи, участник Северной войны и Войны за польское наследство.

## Описание корабля
Парусный двухдечный линейный корабль 4 ранга, длина судна по сведениям из различных источников составляла от 44,4 до 44,9 метра, ширина — 13 метров, а осадка от 4,9 до 4,92 метра. Вооружение судна составляли 60 орудий, а экипаж состоял из 470 человек.

## История службы
Корабль «Марльбург» был заложен по заказу князя Б. И. Куракина в июне 1714 года в Амстердаме и после спуска на воду в ноябре того же года вошёл в состав Балтийского флота России. Сведений о верфи и кораблестроителе, построившем судно, не сохранилось.
19 (30) июня 1715 года в составе отряда покинул Амстердам и ушёл в Великобританию на зимовку, а 31 мая (11 июня) 1716 года прибыл из Великобритании в Копенгаген. Принимал участие в Северной войне. 19 (30) июля 1716 года вошёл в состав эскадры российского флота, прибывшей в Копенгаген. С 5 (16) по 14 (25) августа, находясь в составе четырех объединенных флотов России, Дании, Голландии и Великобритании, выходил на поиски шведских судов к острову Борнхольм в Балтийском море, а 22 октября (2 ноября) прибыл с эскадрой в Ревель под брейд-вымпелом капитан-командора В. Шельтинга.
В кампанию 1717 года во главе котлинской эскадры совершил крейсерское плавание к мысу Дагерорд, а с 4 (15) июня по 16 (27) июля того же года входил в арьергард эскадры генерал-адмирала графа Ф. М. Апраксина, которая находилась в крейсерстве у берегов Швеции и принимала участие в высадке десанта на остров Готланд. 18 (29) июня 1718 на борту корабля, находившегося на крошлотском рейде, от болезни скончался его командир шаутбенахт В. Шельтинг. До августа того же года «Марльбург» во главе отряда из 5 кораблей выходил в крейсерское плавание между Оденсгольмом, Дагерордом и финляндскими шхерами.
В 1719 году вновь выходил в крейсерство в Финский залив, а в июле того же года прикрывал переход гребного флота из Кронштадта к шведским берегам. В июне 1721 года входил в состав эскадры, сопровождавшей корабль «Ингерманланд», который шёл под флагом Петра I в залив Рогервик, в июле того же года находился в составе эскадры шаутбенахта Т. Гордона, а в сентябре — в составе отряда шаутбенахта Н. А. Сенявина совершил переход от Котлина в Гельсингфорс.
C 1722 по 1725 год принимал участие в практических плаваниях в Финском заливе в составе эскадр Балтийского флота, в том числе в 1725 году ходил к Готланду. В 1726 и 1728 годах использовался для обучения экипажа на Кронштадтском рейде. В 1728 году также вооружался в Кронштадте для практического плавания, однако сведений об участии корабля в плаваниях в этом году не сохранилось. С 1729 по 1733 год находился в Кронштадте и не вооружался.
В 1734 году во время Войны за польское наследство принимал участие в боевых действиях под Данцигом. 15 (26) мая в составе эскадры адмирала Т. Гордона вышел из Кронштадта в направлении Пиллау и Данцига и по прибытии к Данцигу принял участие в блокаде крепости с моря. 13 (24) июня был отправлен в погоню за тремя судами, оказавшимися в конечном счёте датскими фрегатами, после чего вернулся к эскадре. 2 (13) июля 1734 года вместе с другими судами эскадры вернулся в Кронштадт и больше в море не выходил.
В 1747 году корабль «Марльбург» был разобран в Кронштадте.

## Командиры корабля
Командирами корабля «Марльбург» в разное время служили:
- капитан-командор, а затем шаутбенахт В. Шельтинг (с 1716 года до июня 1718 года)[5];
- капитан-командор Т. Сандерс (с июня до августа 1718 года)[9];
- капитан 2-го ранга П. П. Бредаль (с сентября 1718 года до июня 1719 года)[10];
- капитан 1-го ранга Р. Литель (с июня 1719 года)[11];
- капитан 2-го ранга И. И. Беринг (1721 год)[12];
- капитан 1-го ранга З. Д. Мишуков (1723 год)[13];
- капитан 1-го ранга И. И. Беринг (1724 год)[12]
- капитан 2-го ранга А. Розенгоф (1725 год)[комм. 4][14];
- капитан 2-го ранга П. Бенс (1726 год)[комм. 5][15];
- капитан 3-го ранга Г. Агазен (1728 год)[16];
- капитан полковничьего ранга М. Тем (1734 год)[17].

### Комментарии
1. ↑  145 футов 8 дюймов.
2. ↑  42 фута 8 дюймов.
3. ↑  16 футов 2 дюйма.
4. ↑  Оригинал имени Anton Rozenhoff.
5. ↑  Оригинал имени Piter Bens.